# Buchenwälder bei Sitzambuch
Buchenwälder bei Sitzambuch este o arie protejată (arie specială de conservare — SAC, sit de importanță comunitară — SCI) din Germania întinsă pe o suprafață de 142,19 ha, integral pe uscat.

## Localizare
Centrul sitului Buchenwälder bei Sitzambuch este situat la coordonatele 49°30′52″N 12°01′57″E / 49.5144°N 12.0325°E.

## Înființare
Situl Buchenwälder bei Sitzambuch a fost declarat sit de importanță comunitară în martie 2001 pentru a proteja 2 specii de animale. Situl a fost protejat și ca arie specială de conservare în aprilie 2016.

## Biodiversitate
Situată în ecoregiunea continentală, aria protejată conține 2 habitate naturale: Păduri de fag Luzulo-Fagetum, Păduri de fag Asperulo-Fagetum.
La baza desemnării sitului se află mai multe specii protejate de  mamifere (2): liliac cu urechi mari (Myotis bechsteinii), liliac comun (Myotis myotis).
Pe lângă speciile protejate, pe teritoriul sitului au mai fost identificate 1 specie de amfibieni, 2 specii de mamifere.